# Kōsaka Masanobu
Kōsaka Masanobu (高坂 昌信?; 1527 – 12 giugno 1578), noto anche come Kasuga Toratsuna (春日 虎綱?), è stato un samurai giapponese del periodo Sengoku.
È anche conosciuto come uno dei ventiquattro generali di Takeda Shingen. È anche accreditato come l'autore del famoso Kōyō Gunkan, che narra le storia della famiglia Takeda e delle sue imprese militari. Comunque diversi studi recenti suggeriscono che altri scrittori usarono il nome di Kōsaka per incrementare la veridicità del libro.

## Biografia

### Relazione con Shingen
La relazione d'amore con Shingen iniziò nel 1543. In quegli anni avevano rispettivamente 16 e 22 anni. Questo tipo di relazioni erano comuni nel Giappone pre-moderno, una tradizione nota col nome di shudō. Un documento conservato nell'archivio storico dell'Università di Tokyo documenta l'impegno di Shingen di non legarsi sentimentalmente a nessun altro servitore e la volontà di non recare danno in nessun modo al ragazzo, raccomandandolo agli dei.

### Comandante
Kōsaka era conosciuto come uno dei tre Danjō che servirono la famiglia Takeda, assieme a Sanada Yukitaka e Hoshina Masatoshi (Danjō stava per titolo formale, Danjōchū; 弾正忠?). Di questi tre, Kōsaka era conosciuto come "Nige Danjō" (逃げ弾正?, letteralmente, Danjō difensivo), poiché era un comandante molto cauto ed abile nella ritirata.
Come comandante del castello di Kaizu, Kōsaka giocò un ruolo fondamentale nella quarta battaglia di Kawanakajima. Informò Takeda tramite segnali di fumo dei dell'avvicinamento dell'esercito di Uesugi Kenshin, e poi avanzò verso Saijoyama con l'intento di spingere l'esercito di Kenshin verso la pianura dove Takeda Shingen lo attendeva. Anche se la tattica fallì, Kōsaka guidò i suoi uomini giù dalla collina attaccando l'armata Uesugi alle spalle e salvando Shingen che si trovava in grosse difficoltà.
Durante la campagna di Nagashino fu mandato nel nord dello Shinano per tener occupati gli Uesugi ma marciò frettolosamente a sud per proteggere Katsuyori quando seppe della sua sconfitta.

### Ritiro e morte
Kōsaka Masanobu criticò apertamente Katsuyori in numerose occasioni. Per questo fu forzato al ritiro nel 1578 e morì nello stesso anno di malattia.